# Provinz Lecce
Die Provinz Lecce (italienisch Provincia di Lecce) ist eine italienische Provinz der Region Apulien. Die Provinz liegt auf der Halbinsel Salento, ihre Hauptstadt ist Lecce.
Sie hat 767.231 Einwohner (Stand 31. Dezember 2023) in 96 Gemeinden auf einer Fläche von 2.759,40 km².

## Größte Gemeinden
(Einwohnerzahlen Stand 31. Dezember 2023)
| Gemeinde           | Einwohner |
| ------------------ | --------- |
| Lecce              | 94.250    |
| Nardò              | 30.748    |
| Galatina           | 25.485    |
| Copertino          | 22.969    |
| Gallipoli          | 19.139    |
| Casarano           | 19.151    |
| Tricase            | 16.990    |
| Galatone           | 14.884    |
| Surbo              | 14.603    |
| Trepuzzi           | 13.783    |
| Maglie             | 13.367    |
| Leverano           | 13.476    |
| Squinzano          | 13.379    |
| Veglie             | 13.237    |
| Monteroni di Lecce | 13.236    |
| Cavallino          | 12.931    |
| Ugento             | 11.970    |
| Carmiano           | 11.653    |
| Taviano            | 11.449    |
| Lizzanello         | 11.759    |
| Taurisano          | 11.242    |
| Matino             | 10.875    |
| Racale             | 10.702    |
| Campi Salentina    | 9740      |
| Melendugno         | 9999      |

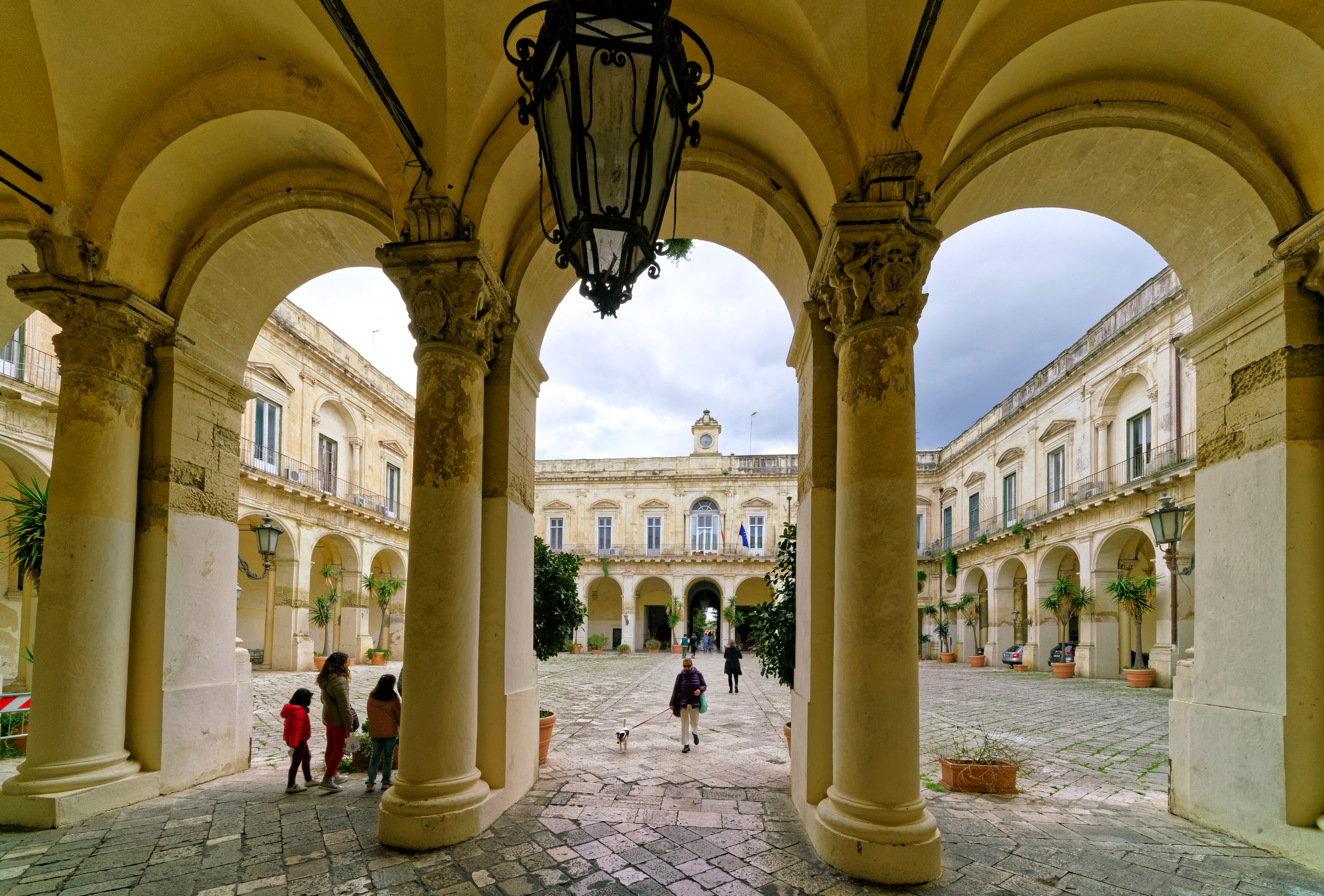
Lecce, Palazzo dei Celestini, Regierungssitz der Provinz Lecce

Lage der Provinz Lecce in der Region Apulien

Die Liste der Gemeinden in Apulien beinhaltet alle Gemeinden der Provinz mit Einwohnerzahlen.

## Fotos

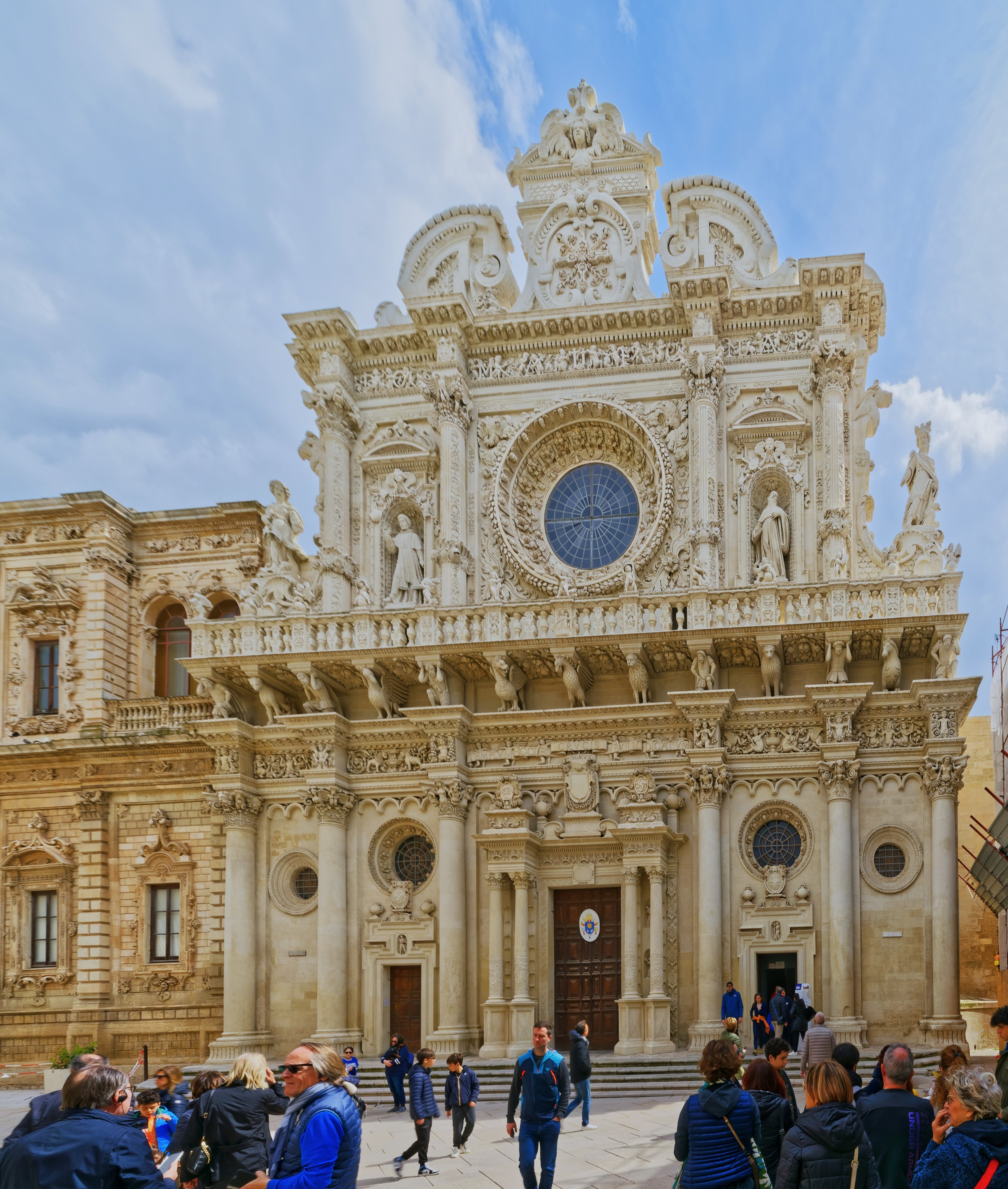
Basilika Santa Croce, Lecce
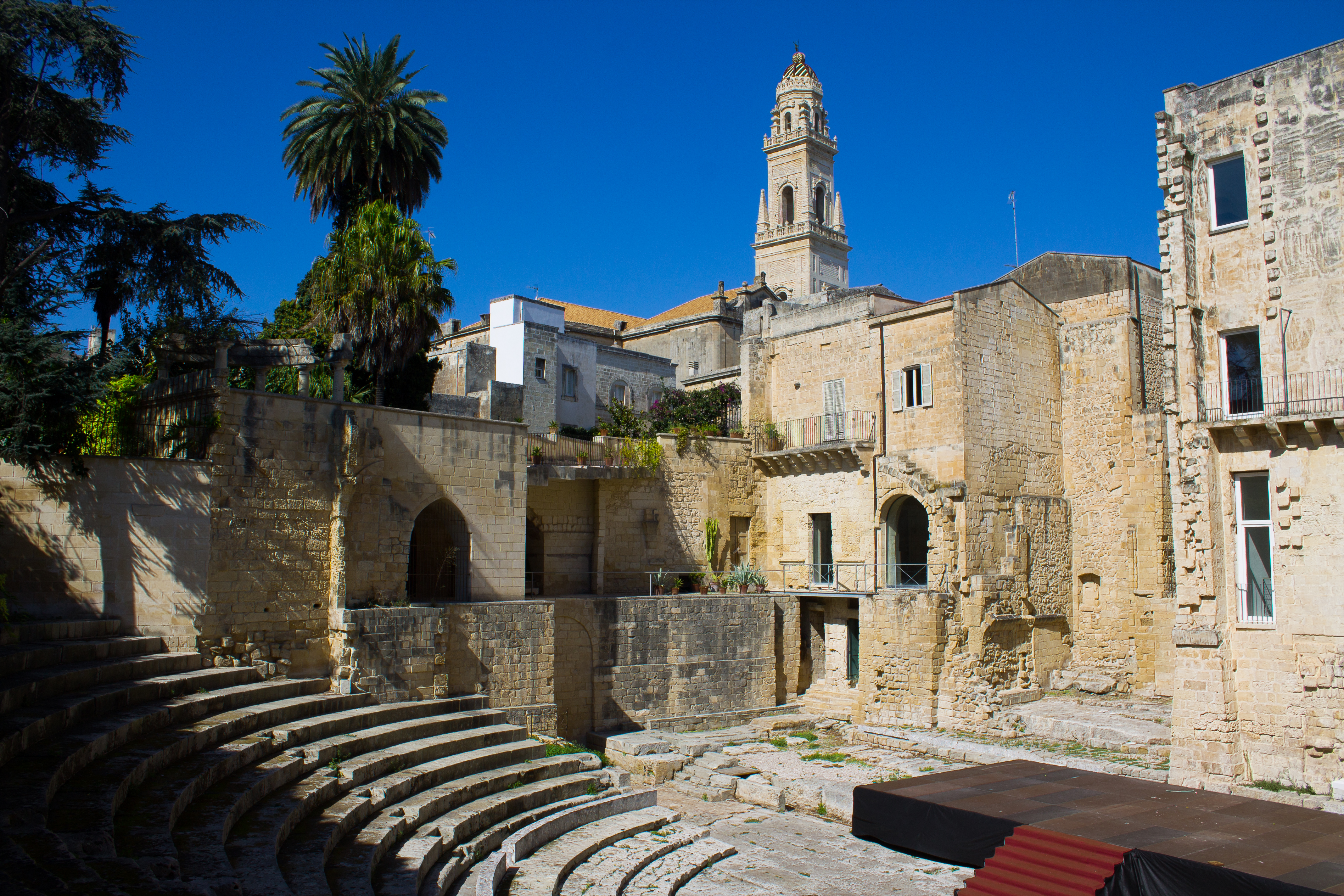
Römisches Amphitheater, Lecce
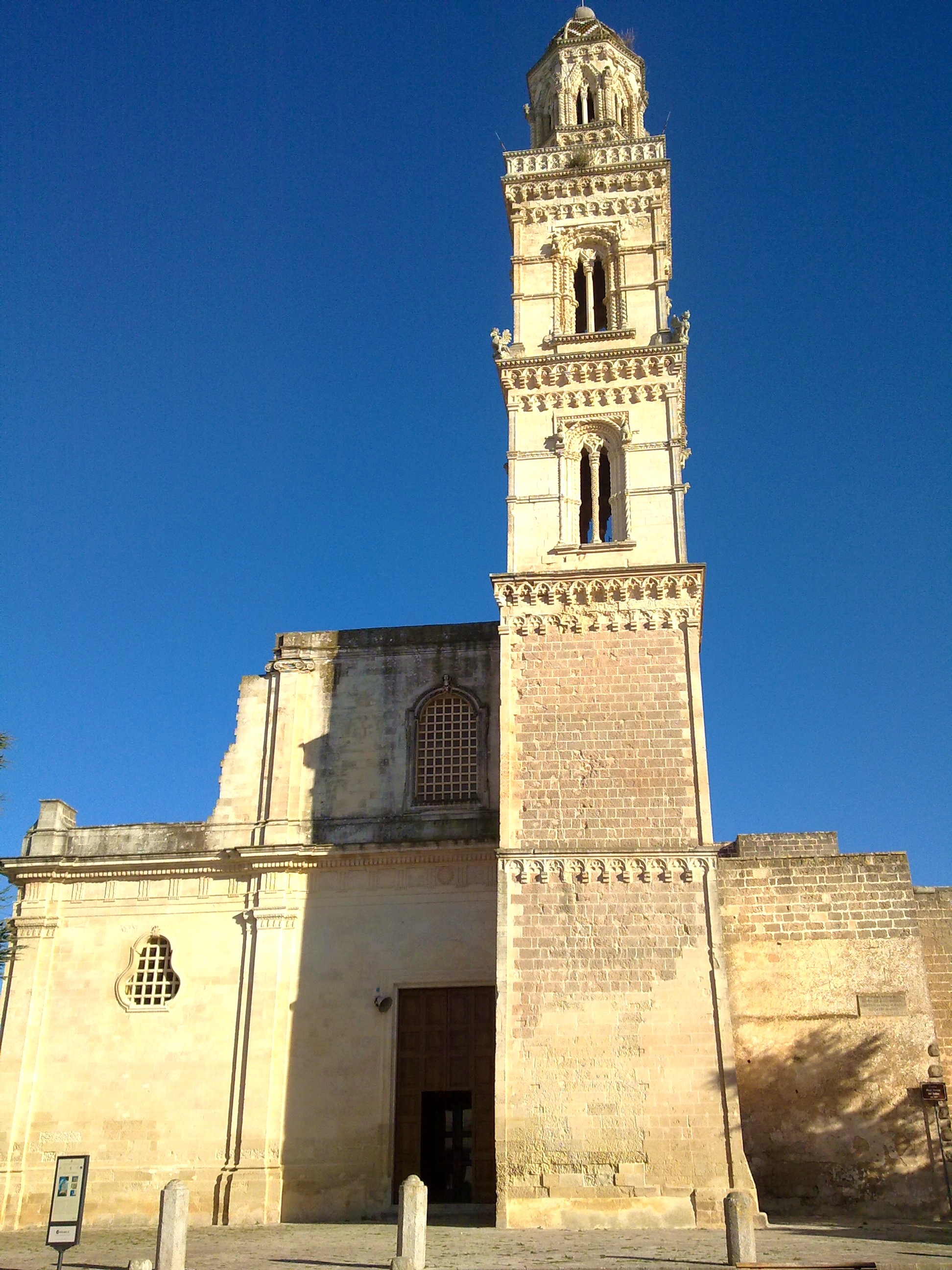
Guglia di Soleto
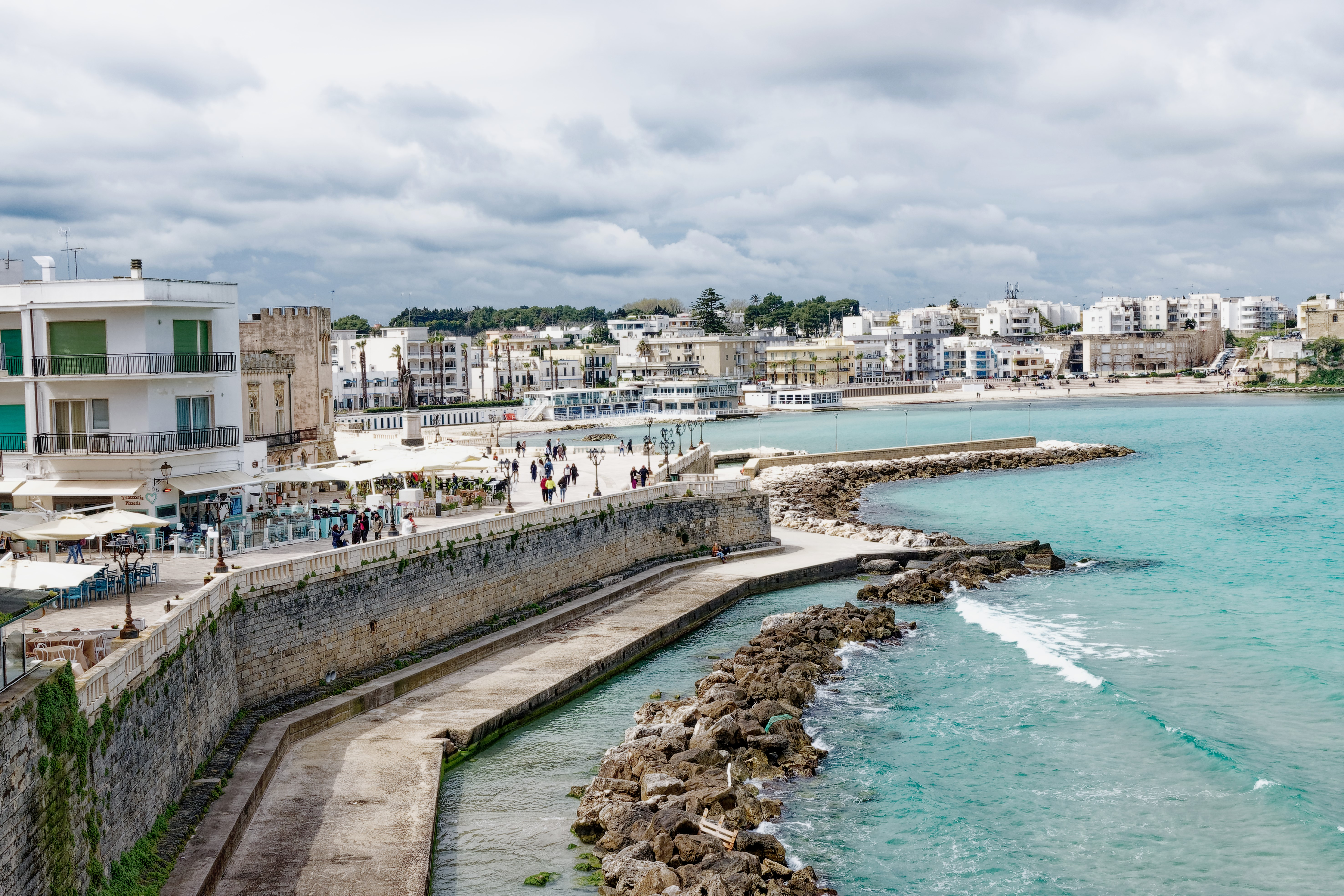
Blick von der Bastion auf Otranto
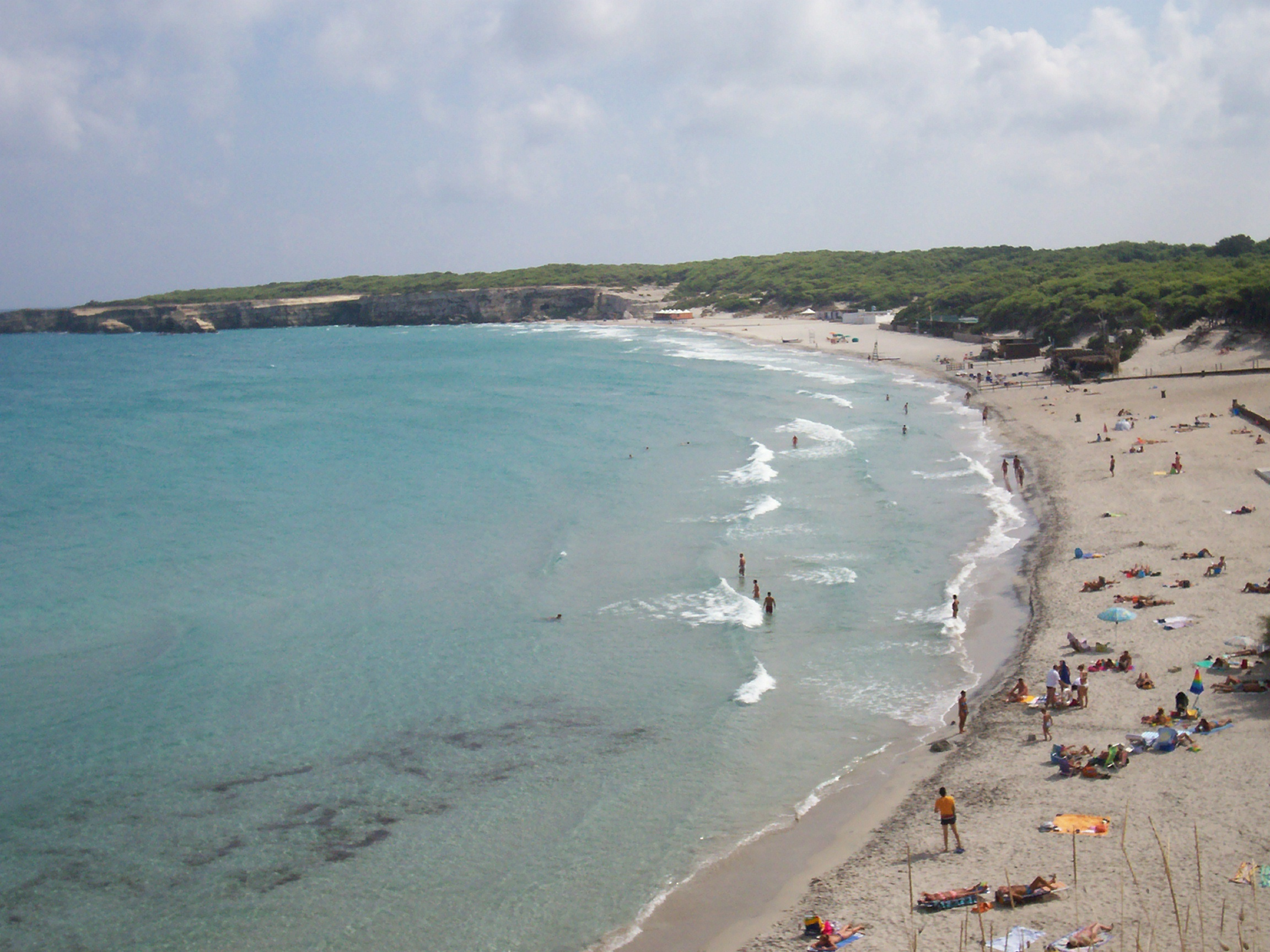
Torre dell’Orso
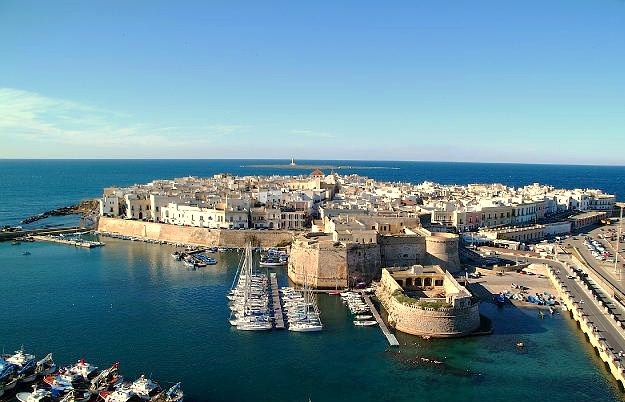
Gallipoli